# Stéphane Ruffier
Stéphane Ruffier (ur. 27 września 1986 w Bajonnie) – francuski piłkarz, bramkarz, zawodnik AS Saint-Étienne, reprezentant Francji.

## Kariera juniorska
Ruffier urodził się w Bajonnie, tam też w 1992 roku zaczął grać w piłkę w klubie Aviron Bayonnais FC. W 2002 roku przeniósł się do juniorów AS Monaco. Jako junior grał tam do 2005 roku.

## Kariera klubowa
W 2005 roku Ruffier podpisał zawodowy kontrakt z AS Monaco, ale nie zadebiutował tam, gdyż został wypożyczony do klubu z rodzinnej Bajonny, Aviron. Po sezonie na wypożyczeniu wrócił do AS Monaco, gdzie zadebiutował w 2007 roku.
W lipcu 2011 roku przeszedł do AS Saint-Étienne
| Sezon   | Klub                       | Kraj    | Rozgrywki | Mecze | Bramki | Rozgrywki Europy | Mecze | Bramki |
| ------- | -------------------------- | ------- | --------- | ----- | ------ | ---------------- | ----- | ------ |
| 2005/06 | Aviron Bayonnais FC (wyp.) | Francja | National  | 38    | 0      | –                | –     | –      |
| 2006/07 | AS Monaco                  | Francja | Ligue 1   | 0     | 0      | –                | –     | –      |
| 2007/08 | AS Monaco                  | Francja | Ligue 1   | 10    | 0      | –                | –     | –      |
| 2008/09 | AS Monaco                  | Francja | Ligue 1   | 32    | 0      | –                | –     | –      |
| 2009/10 | AS Monaco                  | Francja | Ligue 1   | 37    | 0      | –                | –     | –      |
| 2010/11 | AS Monaco                  | Francja | Ligue 1   | 34    | 0      | –                | –     | –      |
| 2011/12 | AS Saint-Étienne           | Francja | Ligue 1   | 38    | 0      | –                | –     | –      |
| 2012/13 | AS Saint-Étienne           | Francja | Ligue 1   | 38    | 0      | –                | –     | –      |
| 2013/14 | AS Saint-Étienne           | Francja | Ligue 1   | 38    | 0      | Liga Europy UEFA | 4     | 0      |
| 2014/15 | AS Saint-Étienne           | Francja | Ligue 1   | 18    | 0      | Liga Europy UEFA | 8     | 0      |

Stan na: 14 grudnia 2014 r.

## Kariera reprezentacja
Stéphane Ruffier występował w kadrze Francji U- 21 w latach 2007–2008. Rozegrał w niej 8 meczów. W 2010 roku Laurent Blanc powołał go do dorosłej reprezentacji na mecz z Norwegią, w którym zadebiutował.
W grudniu 2010 roku został powołany na towarzyski mecz nieuznawanej przez FIFA reprezentacji Kraju Basków z Wenezuelą. Na przeszkodzie stanął jednak klub AS Monaco, który nie zgodził się na wyjazd bramkarza. Zawodnika zastąpił Asier Riesgo.